# Maria da Grã-Bretanha
Maria da Grã Bretanha (em inglês: Mary; Londres, 5 de março de 1723 — Hanau, 14 de janeiro de 1772) foi princesa de Inglaterra como filha do rei Jorge II e de sua esposa, Carolina de Ansbach. Ela foi condessa consorte de Hesse-Cassel como a primeira esposa Frederico II, Conde de Hesse-Cassel.

## Primeiros anos
A princesa Maria nasceu em Essex House, Westminster, Londres. O seu pai era o príncipe de Gales, futuro rei Jorge II. A sua mãe era a marquesa Carolina de Ansbach, filha do marquês João Frederico de Brandemburgo-Ansbach.
O seu pai sucedeu ao trono como Jorge II no dia 11 de junho de 1727 e ela passou a ser tratada por SAR A princesa Maria.

## Casamento
O casamento de Maria com Frederico, único filho e herdeiro do conde Guilherme VIII de Hesse-Cassel, foi arranjado. O valor do dote de Maria foi votado no parlamento e ficou nas £40 000.
A princesa Maria casou-se com Frederico por procuração em Londres no dia 8 de maio, e em pessoa no dia 28 de junho de 1740 em Kassel. O casamento foi infeliz e dizia-se que Frederico era "bruto" e "um campónio". Em finais de 1746, Maria fez uma viagem prolongada à Inglaterra para fugir dos maus tratamentos. O casal separou-se em 1754, depois de Frederico se converter ao catolicismo, tendo quatro filhos, três dos quais sobreviveram até à idade adulta. Em 1756, Maria mudou-se para a Dinamarca para cuidar dos filhos da sua irmã, a princesa Luísa da Grã-bretanha, que tinha morrido em 1751. Levou as crianças consigo e elas foram criadas na corte real, tendo os seus filhos casado com princesas dinamarquesas. O seu marido sucedeu ao pai como conde de Hesse-Cassel em 1760 e por isso Maria passou tecnicamente a ser condessa consorte nos seus últimos doze anos de vida, apesar de estar longe do marido.
Maria morreu em 1772, aos 48 anos, em Hanau, Alemanha.

## Descendência
1. Guilherme de Hesse-Cassel (25 de dezembro de 1741 - 1 de julho de 1742), morreu aos seis meses de idade.
2. Guilherme I, Eleitor de Hesse (3 de junho de 1743 – 27 de fevereiro de 1821), casado com a princesa Guilhermina Carolina da Dinamarca; com descendência.
3. Carlos de Hesse-Cassel (19 de dezembro de 1744 – 17 de agosto de 1836), casado com a princesa Luísa da Dinamarca; com descendência.
4. Frederico III de Hesse-Cassel (11 de setembro de 1747 – 20 de maio de 1837), casado com a condessa Carolina de Nassau-Usingen; com descendência.